# Automobiles Gateau
Automobiles Gateau war ein französischer Hersteller von Automobilen.

## Unternehmensgeschichte
Das Unternehmen gehörte zu Gateau International aus Saint-Gilles-Croix-de-Vie. Der Standort war an der Rue Marcel Brunelière in Machecoul. 1983 begann die Produktion von Automobilen. Der Markenname lautete Gateau. Designer der Fahrzeuge war Joël Brétecher. 1992 endete die Produktion.

## Fahrzeuge
Das Unternehmen stellte Kleinstwagen her, die vielfach auch für Körperbehinderte geeignet waren. Im Angebot standen die Modelle Break, Egzo 3, Egzo 7, Forum, Grande, Maximini und Vison. Für den Antrieb standen Ottomotoren und Dieselmotoren mit 50 cm³ bis 500 cm³ Hubraum zur Verfügung. Daneben gab es auch die Wahl zwischen zwei Elektromotoren mit 1,8 kW und 2,2 kW Leistung. Bei einem Radstand von 165 cm waren die Fahrzeuge 236 cm lang, 127 cm breit und wogen zwischen 250 und 270 kg.